# Justus Nieschlag
Justus Nieschlag (* 9. März 1992 in Hildesheim) ist ein deutscher Triathlet. Er ist Mitglied des B-Kaders, Junioren-Europameister (2011), dreifacher deutscher Meister auf der Triathlon-Sprintdistanz (2016, 2017, 2024) und Olympiastarter (2020).

## Werdegang
In Deutschland tritt der in Lehrte aufgewachsene Nieschlag für den Lehrter SV an. 2007 wurde er in den D/C-Kader der Deutschen Triathlon Union aufgenommen.
In den Jahren 2010 und 2011 nahm Nieschlag an vier ITU-Wettbewerben teil und erreichte drei Top-Ten-Platzierungen.

### Junioren-Europameister Triathlon 2011
2011 wurde er deutscher Meister Triathlon bei den Junioren. Seit 2011 nimmt er auch an der Ersten Bundesliga teil. Im Juni 2011 wurde Justus Nieschlag in Pontevedra (Spanien) Junioren-Europameister (750 m Schwimmen, 20 km Radfahren und 5 km Laufen) und im September in Peking auch Vizejuniorenweltmeister.
2012 ging er für den Sieger EJOT Team Buschhütten an den Start und er gewann eine Elite-Bronzemedaille in Istanbul. Im April wurde er in Israel Vizeeuropameister mit dem deutschen Mixed-Team. In Frankreich wurde Nieschlag von Metz Tri für das Große Finale der Club-Meisterschaftsserie Grand Prix de Triathlon 2012 in Nizza nominiert und wurde 50., sein Verein 15. (von 16) und im Gesamt-Clubranking 11.
In der ITU World Championship Series 2015 (Weltrangliste 2015) belegte er als bester Deutscher den 23. Rang.

### Deutscher Meister Triathlon Sprintdistanz 2016
Im zweijährigen Qualifikationszeitraum für einen Startplatz bei den Olympischen Sommerspielen 2016 erreichte Justus Nieschlag zwar mit Platz 69 die drittbeste Platzierung der männlichen deutschen Athleten auf der ITU-Olympia-Qualifikationsliste, erfüllte aber nicht die von DTU und DOSB vereinbarten sportlichen Qualifikationskriterien.

Im Juni 2016 wurde er beim T3 Triathlon Düsseldorf Deutscher Triathlon-Meister auf der Sprintdistanz.

### Militär-Weltmeister Triathlon 2017
Im August 2017 wurde der damals 25-Jährige in Sassenberg Militär-Weltmeister. In der Weltmeisterschaft-Rennserie 2018 belegte er als bester Deutscher den 40. Rang. Im Juli 2019 wurde er Vizeweltmeister Triathlon – im Team zusammen mit Nina Eim, Laura Lindemann und Valentin Wernz.
Justus Nieschlag wurde nominiert für einen Startplatz bei den Olympischen Sommerspielen 2020 am 27. Juli 2021 in Tokyo – zusammen mit Laura Lindemann, Anabel Knoll und Jonas Schomburg. Er belegte in der deutschen Staffel den sechsten und in der Einzelwertung den 40. Rang.
Im Mai 2022 gewann der 30-Jährige auf der Mitteldistanz (1,9 km Schwimmen, 90 km Radfahren und 21,1 km Laufen) mit dem Ironman 70.3 Kraichgau sein erstes Ironman-70.3-Rennen. Im März 2023 gewann er den Ironman 70.3 Lanzarote.
Justus Nieschlag wurde in Hannover im September 2024 zum dritten Mal deutscher Meister Triathlon Sprintdistanz.
Im August 2025 gab der 33-Jährige bekannt, dass er an einer Kinking-Stenose leidet – das Abknicken der Hauptarterie in der Hüfte führt dabei zu einer verminderten Durchblutung der Beine.

## Sportliche Erfolge
| Datum/Jahr    | Rang | Wettbewerb                                          | Austragungsort | Zeit     | Bemerkung |
| ------------- | ---- | --------------------------------------------------- | -------------- | -------- | --- |
| 7. Sep. 2024  | 1    | DTU Deutsche Meisterschaft Triathlon Sprintdistanz  | Hannover       | 00:50:50 | |
| 26. Juni 2022 | 7    | DTU Deutsche Meisterschaft Triathlon Sprintdistanz  | Berlin         | 00:51:35 | hinter Lasse Lührs |
| 26. März 2022 | 11   | ETU Europe Triathlon Cup                            | Quarteira      | 01:47:03 | |
| 31. Juli 2021 | 6    | Olympische Sommerspiele 2020 Staffel                | Tokio          | 00:20:34 | gemischte Staffel mit Laura Lindemann, Jonas Schomburg und Anabel Knoll                                               |
| 27. Juli 2021 | 40   | Olympische Sommerspiele 2020                        | Tokio          | 01:50:10 | |
| 18. Mai 2019  | 2    | ITU Triathlon World Cup                             | Cagliari       | 00:52:03 | Sprintdistanz (750 m Schwimmen, 20 km Radfahren und 5 km Laufen)                                                      |
| 5. Mai 2019   | 1    | ITU Triathlon World Cup                             | Madrid         | 00:55:51 | |
| 31. März 2019 | 2    | ITU Triathlon World Cup                             | New Plymouth   | 00:56:11 | |
| 16. Sep. 2018 | 39   | ITU World Championship Series 2018                  | Gold Coast     | 01:50:23 | im letzten Rennen der Saison                                                                                          |
| 20. Aug. 2017 | 1    | DTU Deutsche Meisterschaft Triathlon Sprintdistanz  | Düsseldorf     | 00:57:39 | Deutscher Meister auf der Sprintdistanz                                                                               |
| 6. Aug. 2017  | 1    | Militär-Weltmeisterschaft Triathlon                 | Sassenberg     | 01:47:29 | |
| 26. Aug. 2017 | 5    | ITU World Championship Series 2017                  | Stockholm      | 01:49:36 | |
| 15. Juli 2017 | 15   | ITU World Championship Series 2017                  | Hamburg        | 00:54:52 | [ 5 ] |
| 4. Juni 2017  | 4    | ITU Triathlon World Cup                             | Cagliari       | 00:55:13 | |
| 16. Okt. 2016 | 7    | ETU Triathlon European Cup                          | Alanya         | 01:49:02 | |
| 26. Juni 2016 | 1    | DTU Deutsche Meisterschaft Triathlon Sprintdistanz  | Düsseldorf     | 00:52:37 | Deutscher Meister auf der Sprintdistanz – als Zweiter hinter dem Schweizer Sven Riederer beim T3 Triathlon Düsseldorf |
| 29. März 2015 | 11   | ITU World Championship Series 2015                  | Auckland       | 01:57:49 | im zweiten Rennen der Saison                                                                                          |
| 15. Feb. 2015 | 6    | ATU Sprint Triathlon African Cup                    | Kapstadt       | 01:00:26 | Sprintdistanz (750 m Schwimmen 20 km Radfahren und 5 km Laufen)                                                       |
| 27. Apr. 2014 | 23   | ITU World Championship Series 2014                  | Kapstadt       |          | |
| 27. Juni 2013 | 1    | ETU Triathlon European Championship U23 Mixed Relay | Rijssen-Holten | 00:18:24 | in der U23-Staffel mit Hanna Philippin, Maximilian Schwetz und Lisa Sieburger                                         |
| 22. Apr. 2012 | 2    | ETU Triathlon European Championship Mixed Relay     | Eilat          | 01:12:22 | Vizeeuropameister in der 4er Staffel mit Sarah Fladung, Anja Knapp und Franz Löschke                                  |
| 9. Sep. 2011  | 2    | ITU Triathlon World Championship Junior Men         | Peking         | 00:56:54 | Vizejuniorenweltmeister (750 m Schwimmen, 20,9 km Radfahren und 5,4 km Laufen)                                        |
| 24. Juni 2011 | 1    | ETU Triathlon European Championship Junior Men      | Pontevedra     | 00:59:09 | Triathlon-Europameister Junioren                                                                                      |
| 3. Juli 2010  | 13   | ETU Triathlon European Championship Junior Men      | Athlone        | 00:56:47 | |

| Datum/Jahr    | Rang | Wettbewerb                       | Austragungsort       | Zeit     | Bemerkung                                              |
| ------------- | ---- | -------------------------------- | -------------------- | -------- | ------------------------------------------------------ |
| 6. Apr. 2025  | 12   | T100 Singapur                    | Singapur             | 03:29:51 | 2 km Schwimmen, 80 km Radfahren und 18 km Laufen       |
| 15. Dez. 2024 | 5    | Ironman 70.3 World Championships | Taupō (Stadt)        | 03:38:06 | Sieger wurde Jelle Geens                               |
| 19. Okt. 2024 | 2    | T100 Lake Las Vegas              | Lake Las Vegas       | 03:24:19 | hinter Jelle Geens                                     |
| 23. Juni 2024 | 3    | Challenge Walchsee-Kaiserwinkl   | Walchsee             |          |                                                        |
| 26. Mai 2024  | 2    | Ironman 70.3 Kraichgau           | Kraichgau            | 03:51:11 |                                                        |
| 18. März 2023 | 1    | Ironman 70.3 Lanzarote           | Lanzarote            | 03:54:57 |                                                        |
| 29. Mai 2022  | 1    | Ironman 70.3 Kraichgau           | Kraichgau            | 03:49:54 |                                                        |
| 18. Okt. 2020 | 2    | TriGames Triathlon France        | Mandelieu-la-Napoule | 04:23:27 | 1,8 km Schwimmen, 92 km Fahrradfahren und 20 km Laufen |
| 14. Okt. 2017 | 1    | Challenge Peguera Mallorca       | Peguera              | 03:50:56 |                                                        |